# وکفیلد
وکفیلد (به انگلیسی: Wokefield) یک روستا و محله مدنی در بریتانیا است که در بارکشر غربی واقع شده‌است. وکفیلد ۴۱۶ نفر جمعیت دارد.